# Liste des espèces de longicornes armoricains
La liste ci-dessous recense les longicornes observées sur le Massif armoricain. Ce travail d'atlas des longicornes, réalisé par Xavier Gouverneur et Philippe Guérard, a été édité en 2011 par le Groupe d'étude des invertébrés armoricains (GRETIA). Il compile 23000 observations de près de 1000 naturalistes.

## Répartition par département
- en Bretagne
  - des Côtes-d'Armor, avec 49 espèces différentes
  - du Finistère, avec 58 espèces
  - de l’Ille-et-Vilaine, avec 96 espèces
  - du Morbihan, avec 83 espèces
- en Pays de la Loire
  - des Deux-Sèvres, avec 109 espèces
  - de la Loire-Atlantique, avec 103 espèces
  - du Maine-et-Loire, avec 108 espèces
  - de Mayenne, avec 85 espèces
  - de la Sarthe, avec 98 espèces
  - de Vendée, avec 88 espèces
- en Basse Normandie
  - du Calvados, avec 84 espèces
  - de la Manche, avec 72 espèces
  - de l'Orne, avec 69 espèces

## Liste par sous-famille

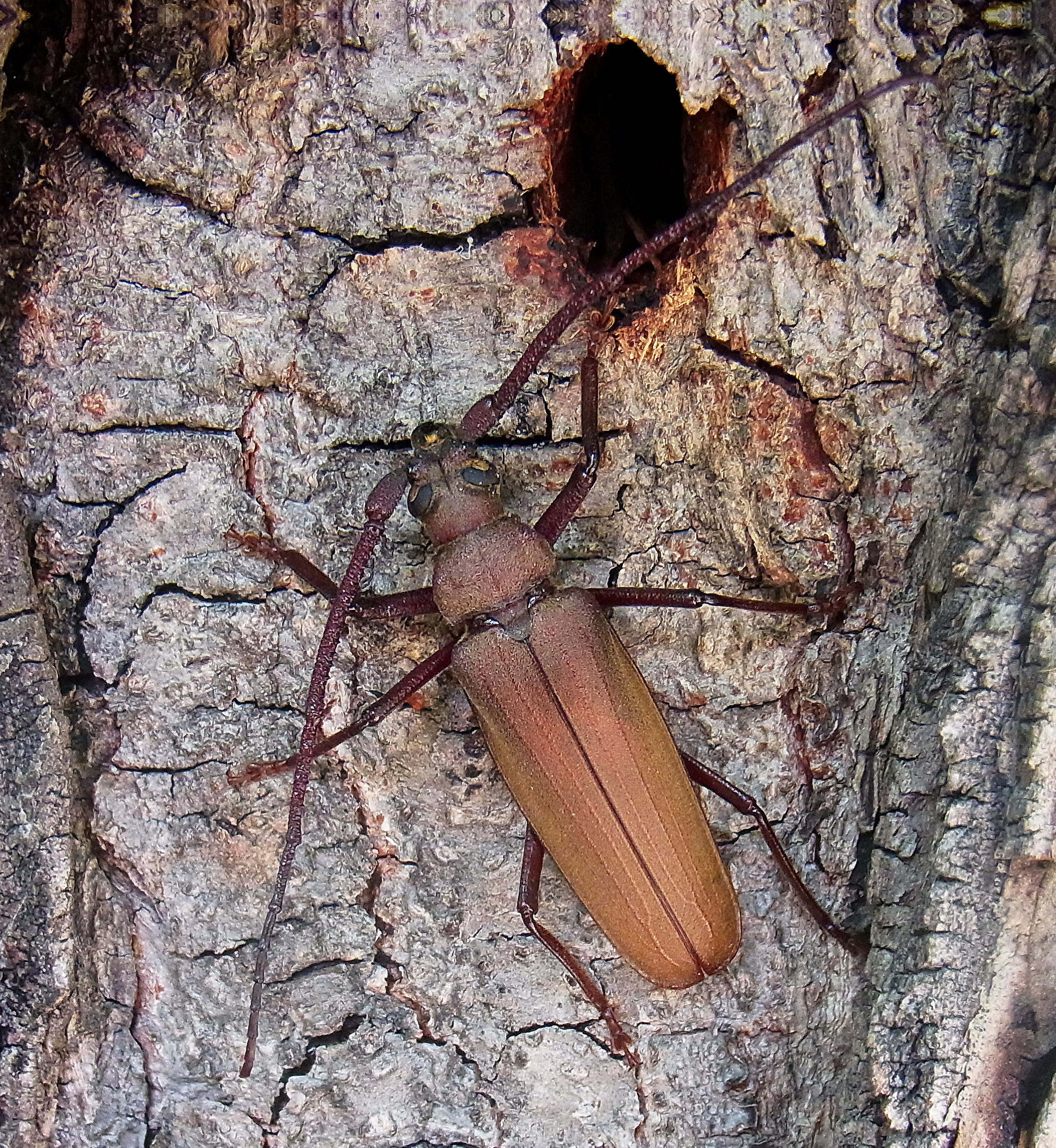
Aegosoma scabricorne sur un tronc à côté de son trou

- Prioninae
  - Aegosoma scabricorne
  - Ergates faber
  - Prionus coriarius

- Lepturinae
  - Rhamnusium bicolor
  - Rhagium inquisitor
  - Rhagium bifasciatum
  - Rhagium sycophanta
  - Stenocorus meridianus
  - Dinoptera collaris
  - Cortodera humeralis
  - Grammoptera abdominalis
  - Grammoptera ruficornis
  - Pedostrangalia revestita
  - Leptura aurulenta
  - Leptura aethiops
  - Anastrangalia dubia
  - Anastrangalia sanguinolenta
  - Stictoleptura rubra
  - Stictoleptura fontenayi
  - Stictoleptura scutellata
  - Stictoleptura cordigera
  - Stictoleptura fulva
  - Anoplodera sexguttata
  - Pachytodes cerambyciformis
  - Alosterna tabacicolor
  - Pseudovadonia livida
  - Strangalia attenuata
  - Rutpela maculata
  - Stenurella melanura
  - Stenurella bifasciata
  - Stenurella nigra

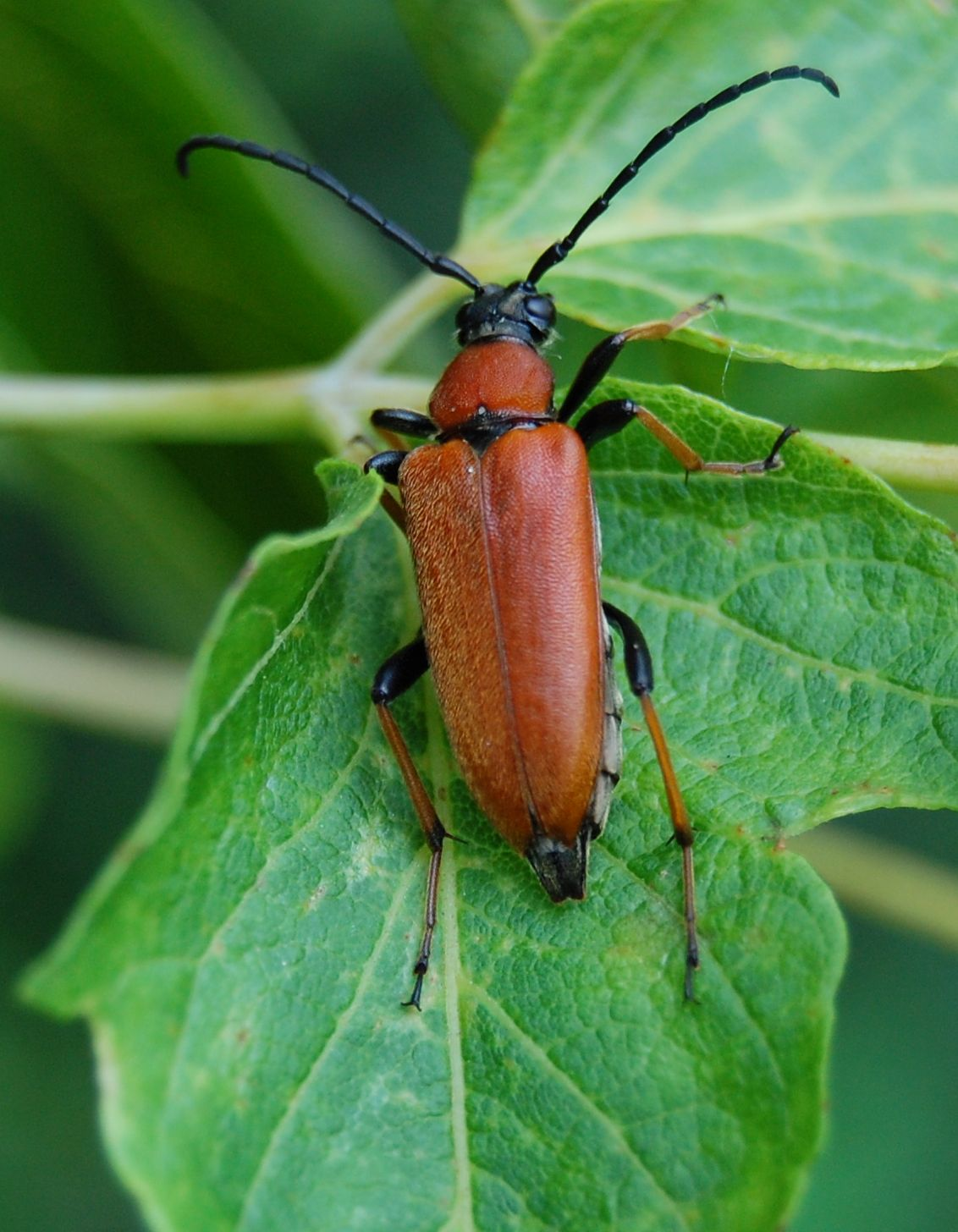
Stictoleptura rubra
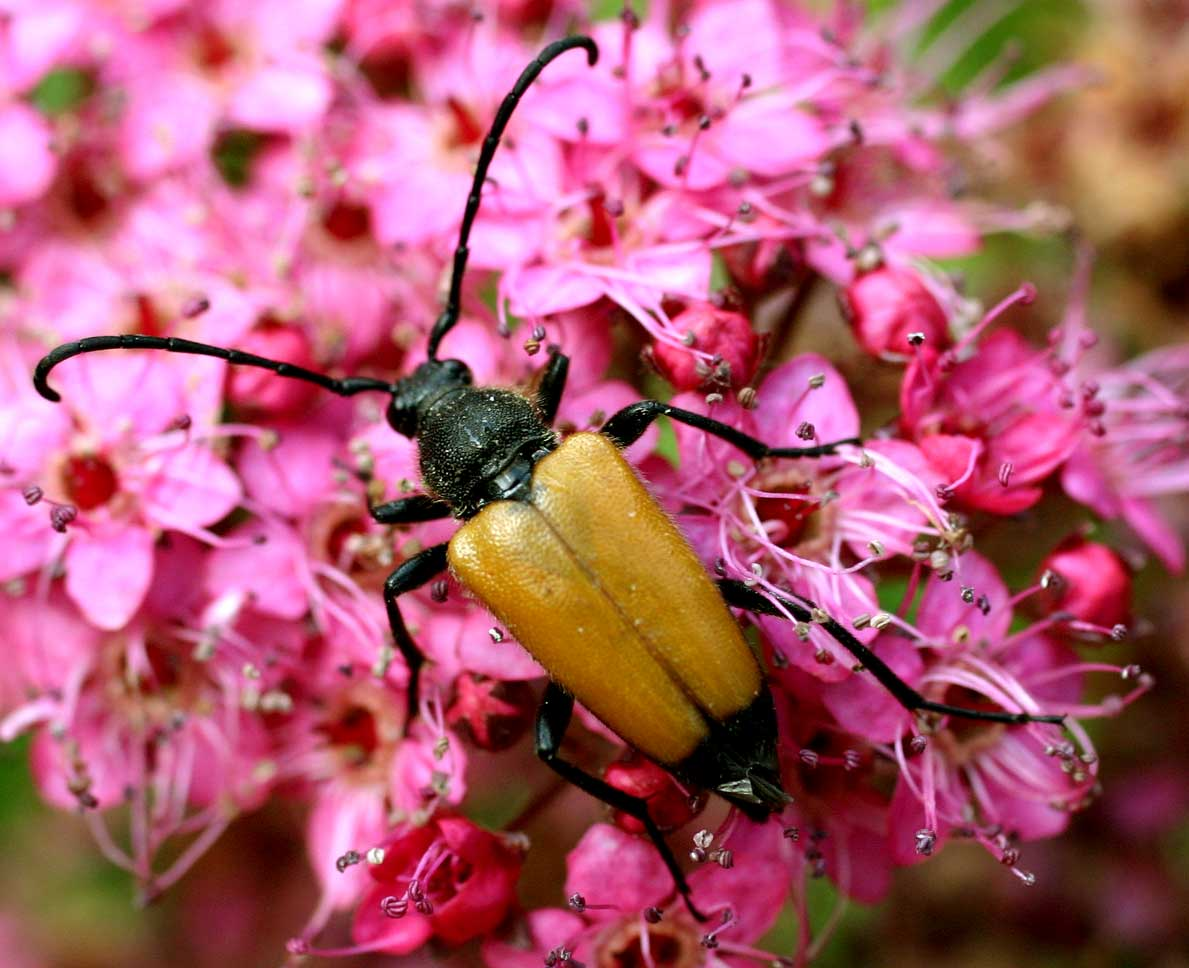
Stictoleptura fulva
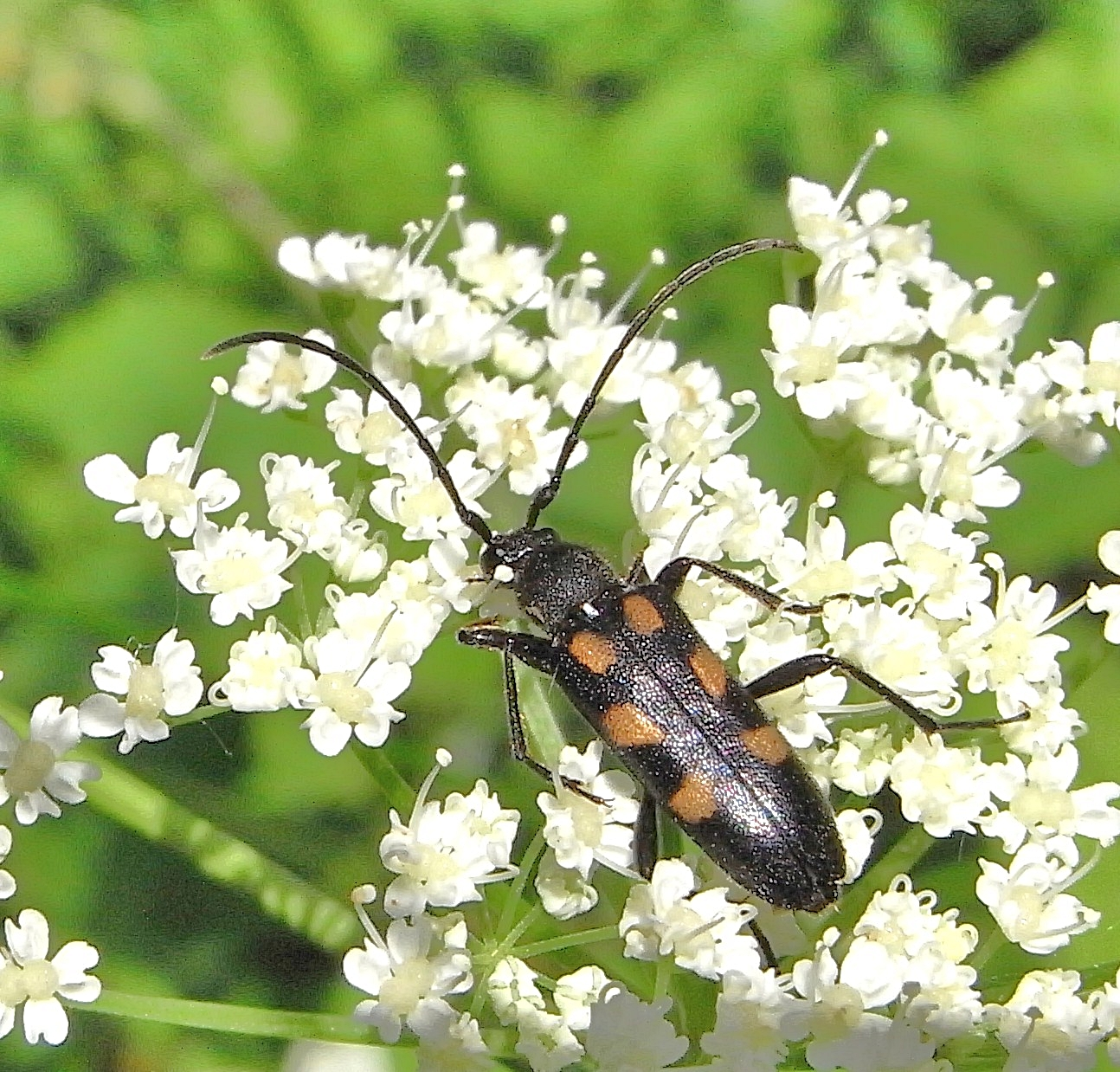
Anoplodera sexguttata
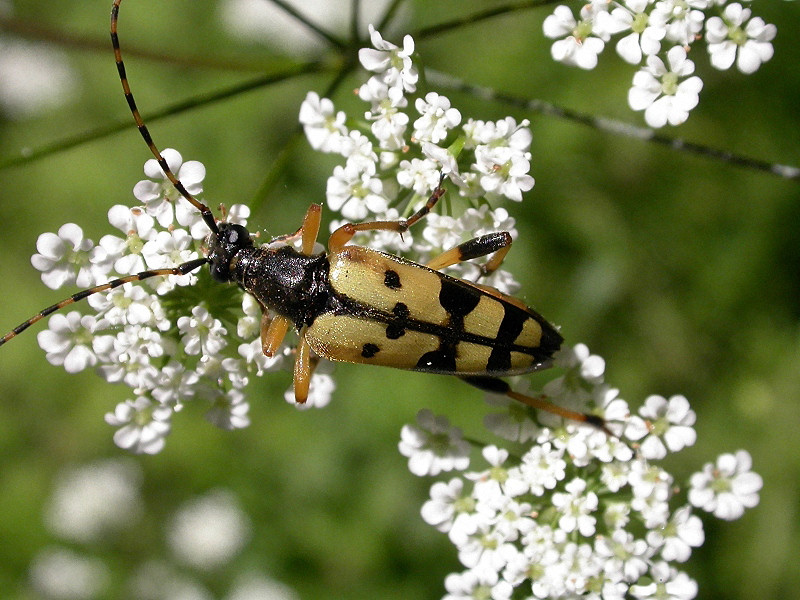
Rutpela maculata
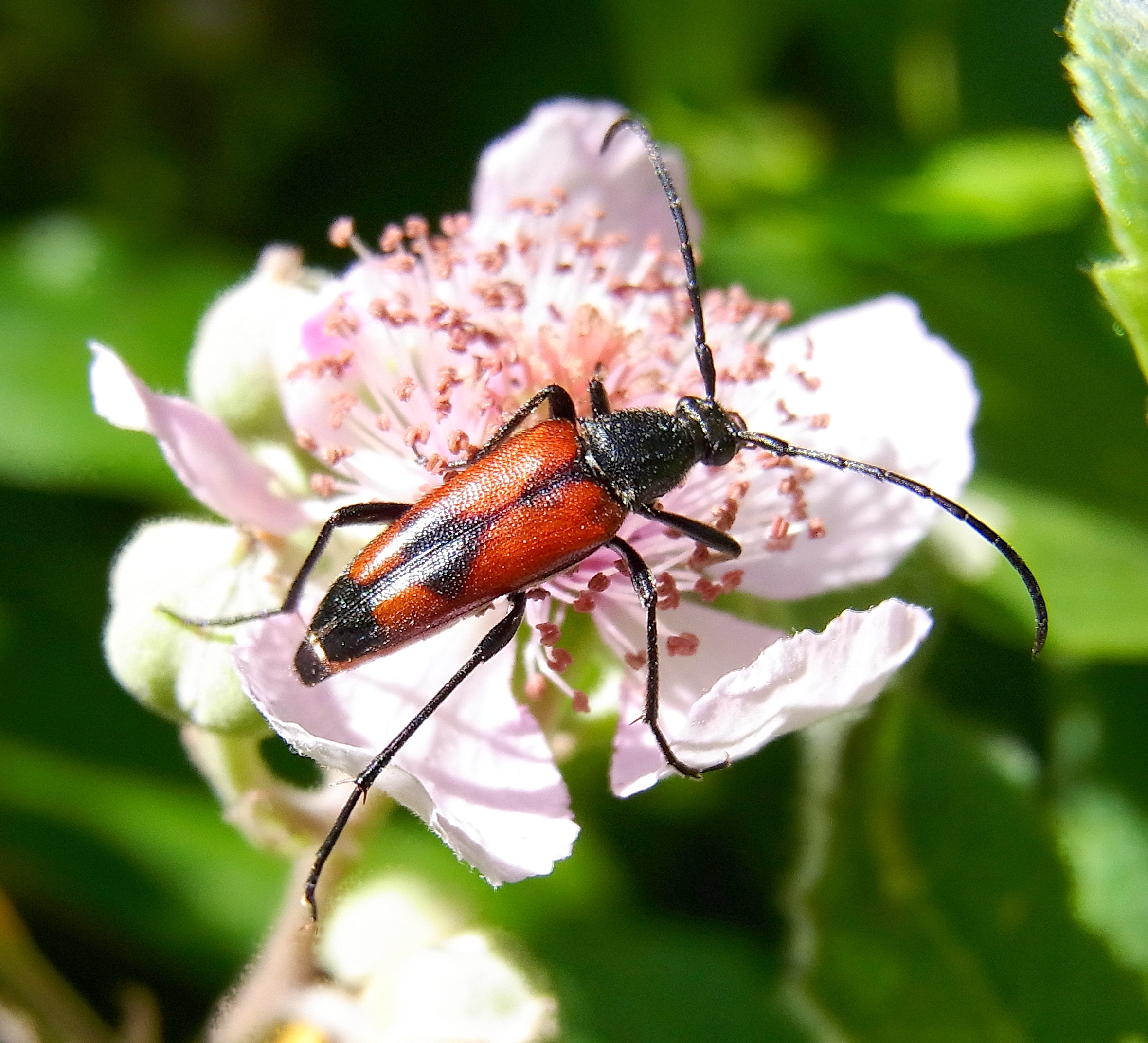
Stenurella bifasciata

- Necydalinae
  - Necydalis ulmi

- Spondylidinae
  - Asemum striatum
  - Tetropium castaneum
  - Tetropium fuscum
  - Arhopalus rusticus
  - Arhopalus ferus
  - Spondylis buprestoides

- Cerambycinae
  - Trichoferus pallidus
  - Cerambyx cerdo
  - Cerambyx miles
  - Cerambyx scopolii
  - Rosalia alpina
  - Purpuricenus kaehleri
  - Gracilia minuta
  - Obrium brunneum
  - Obrium cantharinum
  - Nathrius brevipennis
  - Molorchus minor
  - Glaphyra umbellatarum
  - Stenopterus rufus
  - Callimus angulatum
  - Certallum ebulinum
  - Deilus fugax
  - Aromia moschata
  - Ropalopus clavipes
  - Ropalopus femoratus
  - Hylotrupes bajulus
  - Pyrrhidium sanguineum
  - Phymatodes testaceus
  - Poecilium alni
  - Poecilium pusillum
  - Poecilium glabratum
  - Xylotrechus antilope
  - Xylotrechus arvicola
  - Xylotrechus rusticus
  - Clytus arietis
  - Plagionotus arcuatus
  - Plagionotus detritus
  - Chlorophorus figuratus
  - Chlorophorus glabromaculatus
  - Chlorophorus sartor
  - Chlorophorus trifasciatus
  - Chlorophorus varius
  - Anaglyptus mysticus

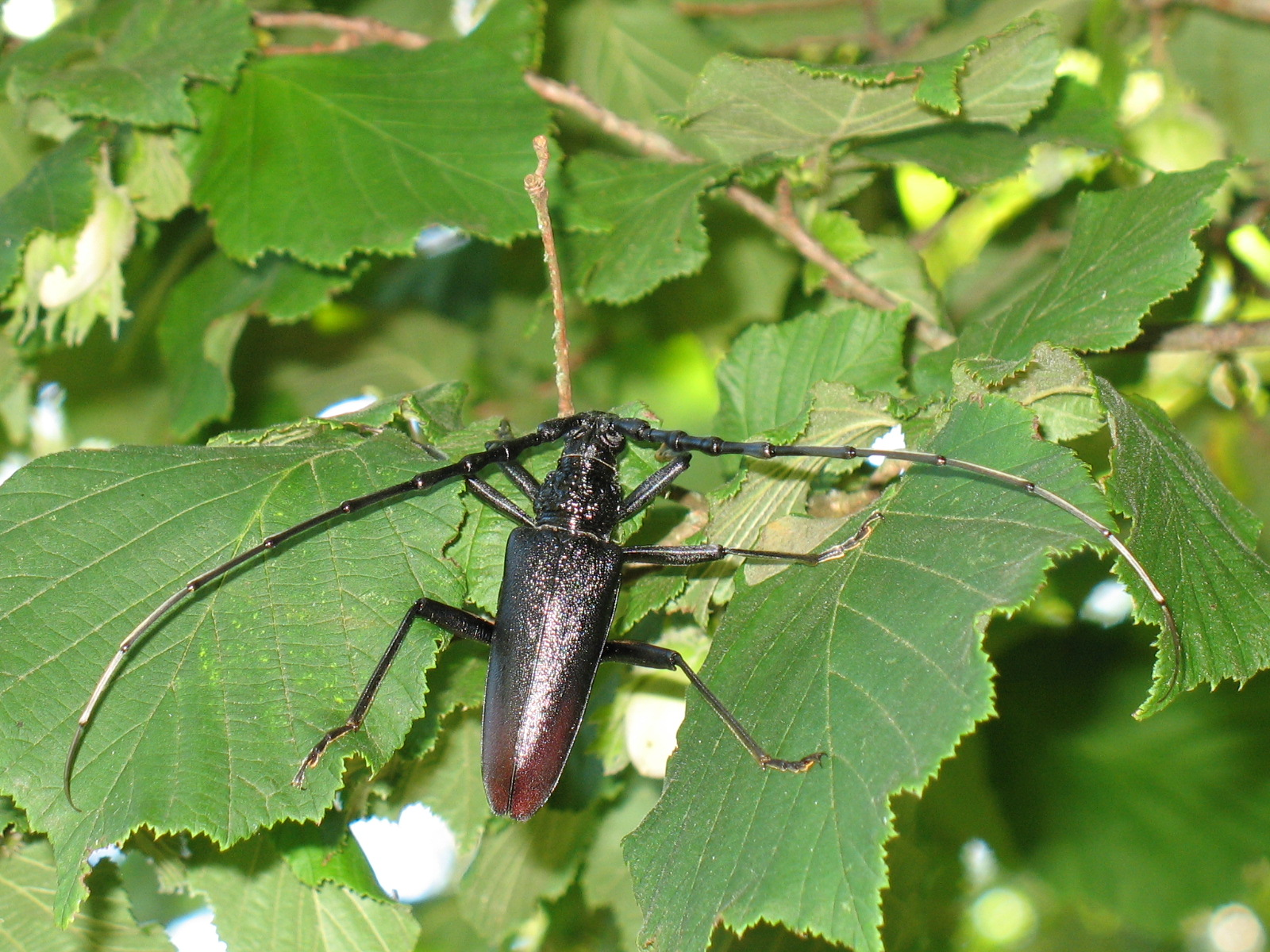
Grand Capricorne
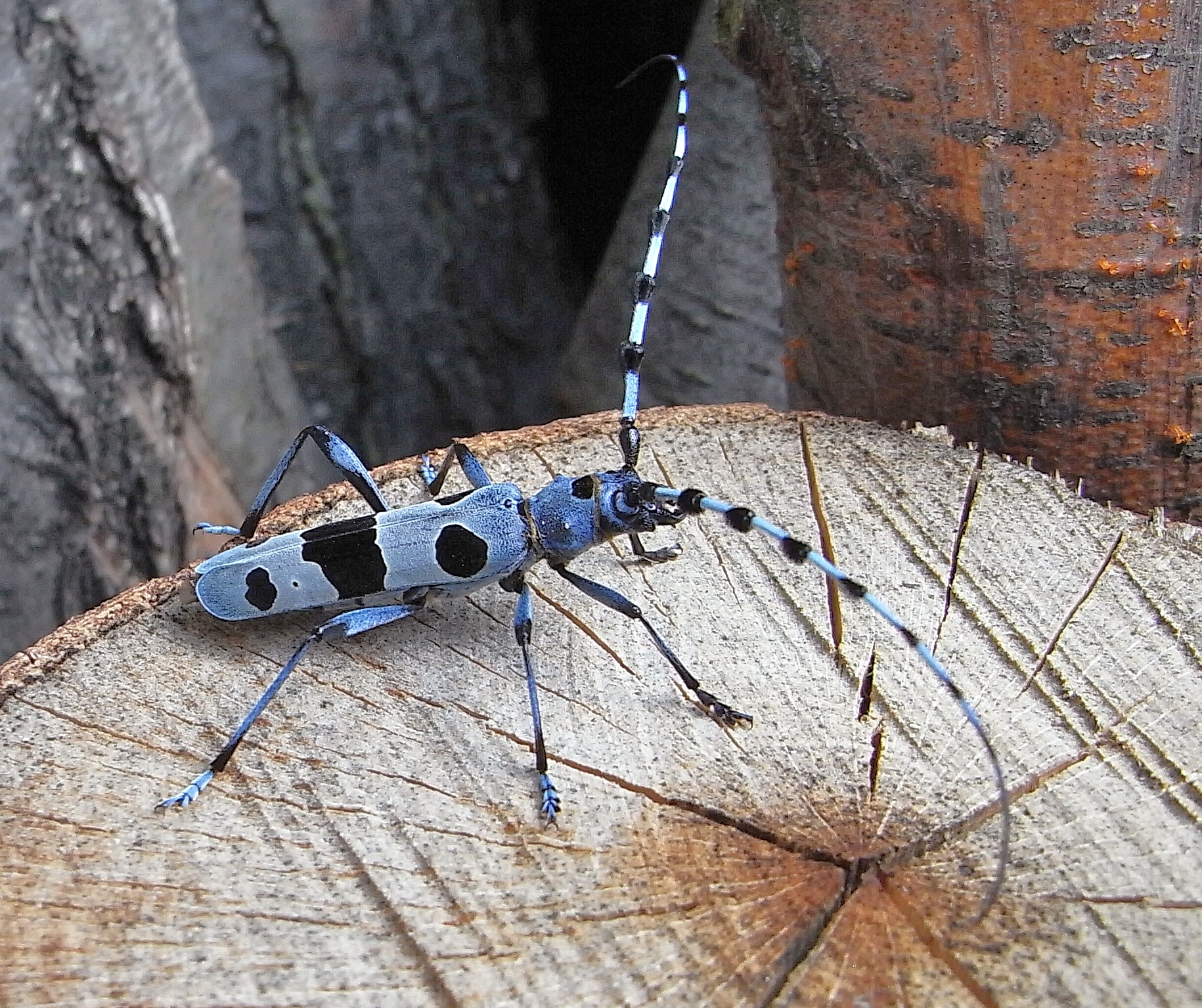
Rosalie alpine
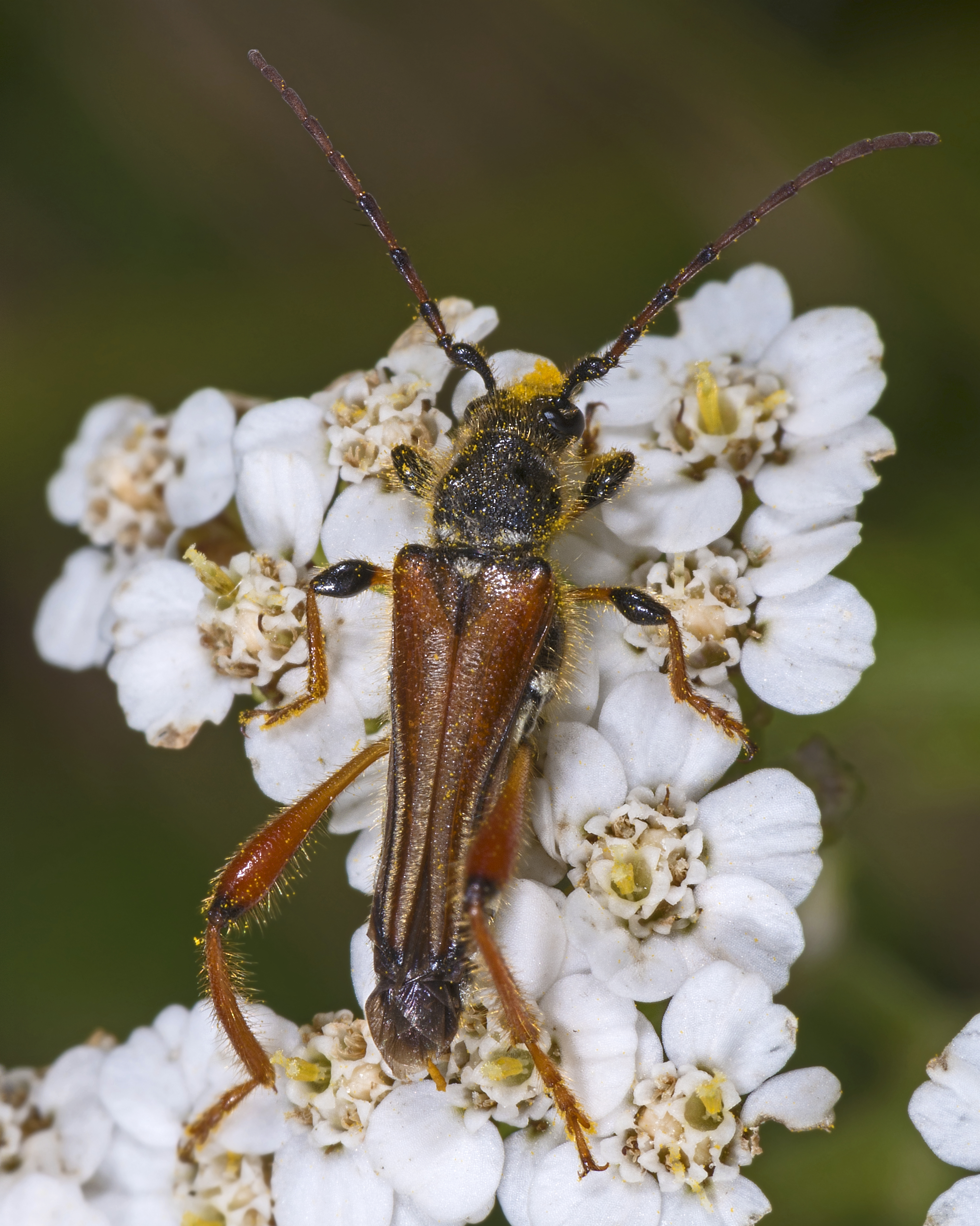
Stenopterus rufus
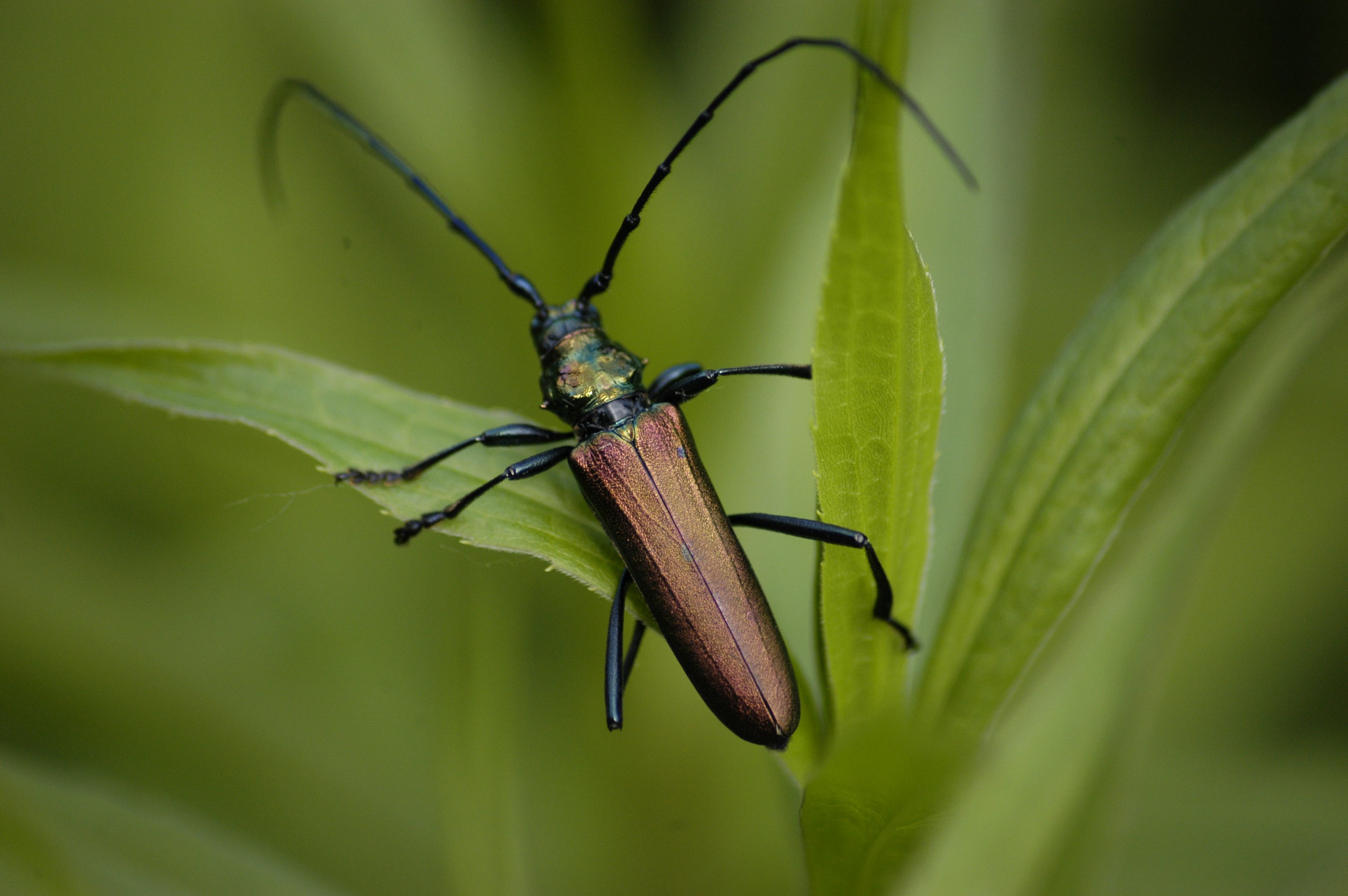
Aromie musquée
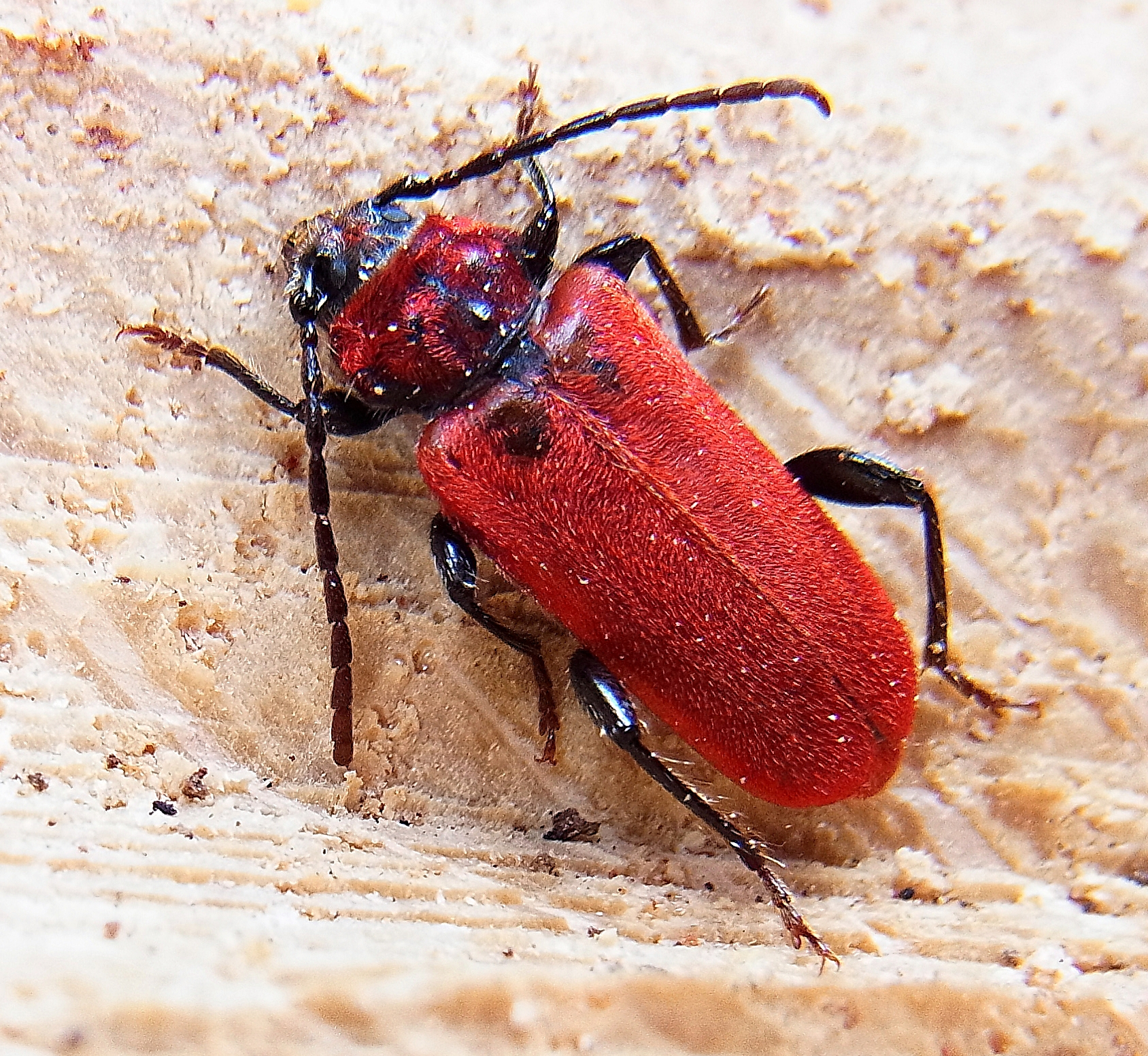
Pyrrhidium sanguineum
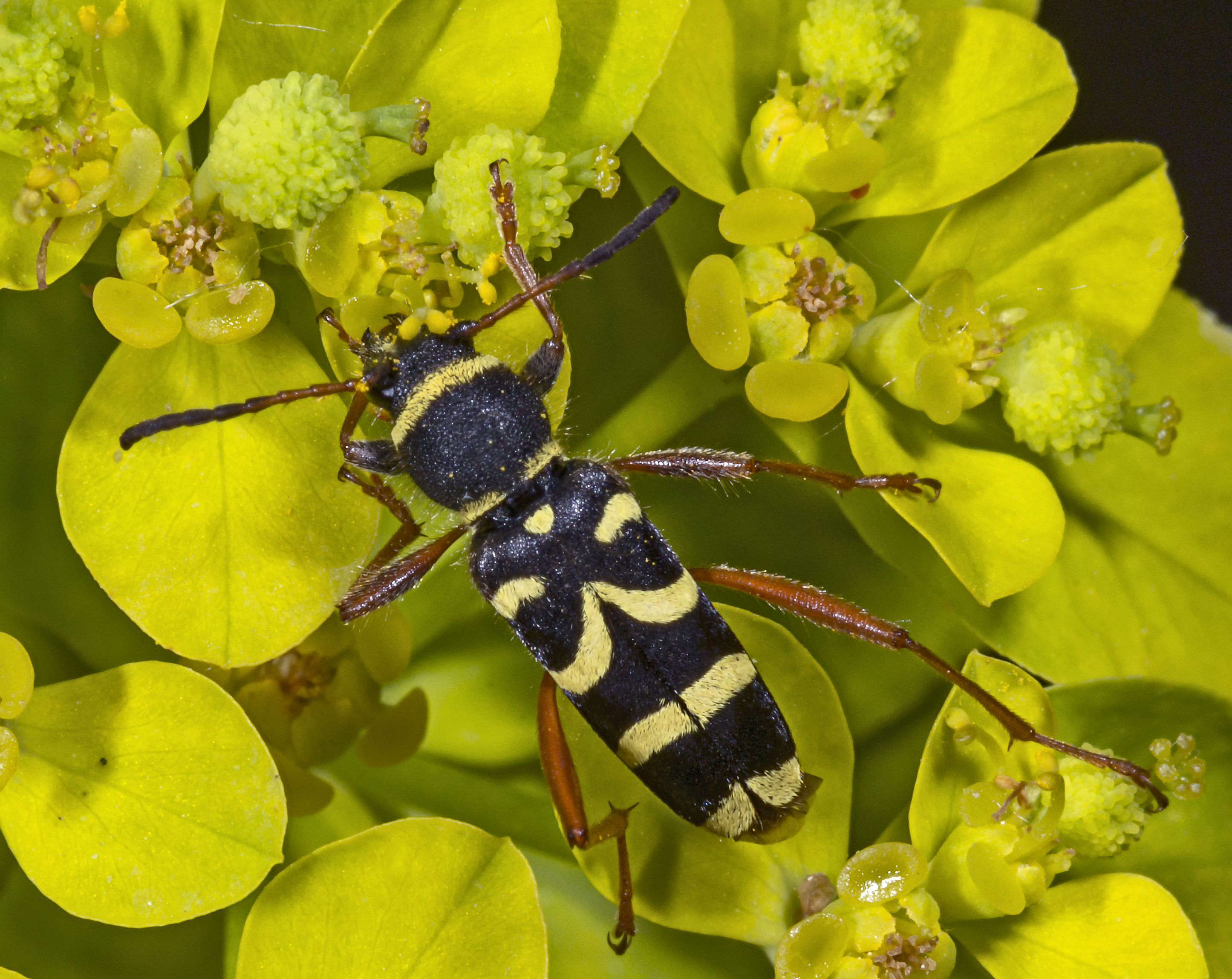
Clyte bélier

- Lamiinae
  - Iberodorcadion fuliginator
  - Mesosa curculionoides
  - Mesosa nebulosa
  - Agapanthia cardui
  - Agapanthia intermedia
  - Agapanthia asphodeli
  - Agapanthia villosoviridescens
  - Agapanthia dahli
  - Calamobius filum
  - Morimus asper
  - Lamia textor
  - Anoplophora glabripennis
  - Monochamus sartor
  - Monochamus galloprovincialis
  - Anaesthetis testacea
  - Pogonocherus ovatus
  - Pogonocherus decoratus
  - Pogonocherus hispidus
  - Pogonocherus hispidulus
  - Pogonocherus caroli
  - Acanthocinus aedilis
  - Acanthocinus griseus
  - Leiopus femoratus
  - Leiopus nebulosus
  - Exocentrus adspersus
  - Exocentrus lusitanus
  - Exocentrus punctipennis
  - Aegomorphus clavipes
  - Saperda carcharias
  - Saperda similis
  - Saperda scalaris
  - Saperda punctata
  - Saperda perforata
  - Saperda populnea
  - Menesia bipunctata
  - Stenostola dubia
  - Opsilia coerulescens
  - Phytoecia cylindrica
  - Phytoecia pustulata
  - Oberea oculata
  - Oberea pupillata
  - Oberea linearis
  - Oberea erythrocephala
  - Tetrops praeustus

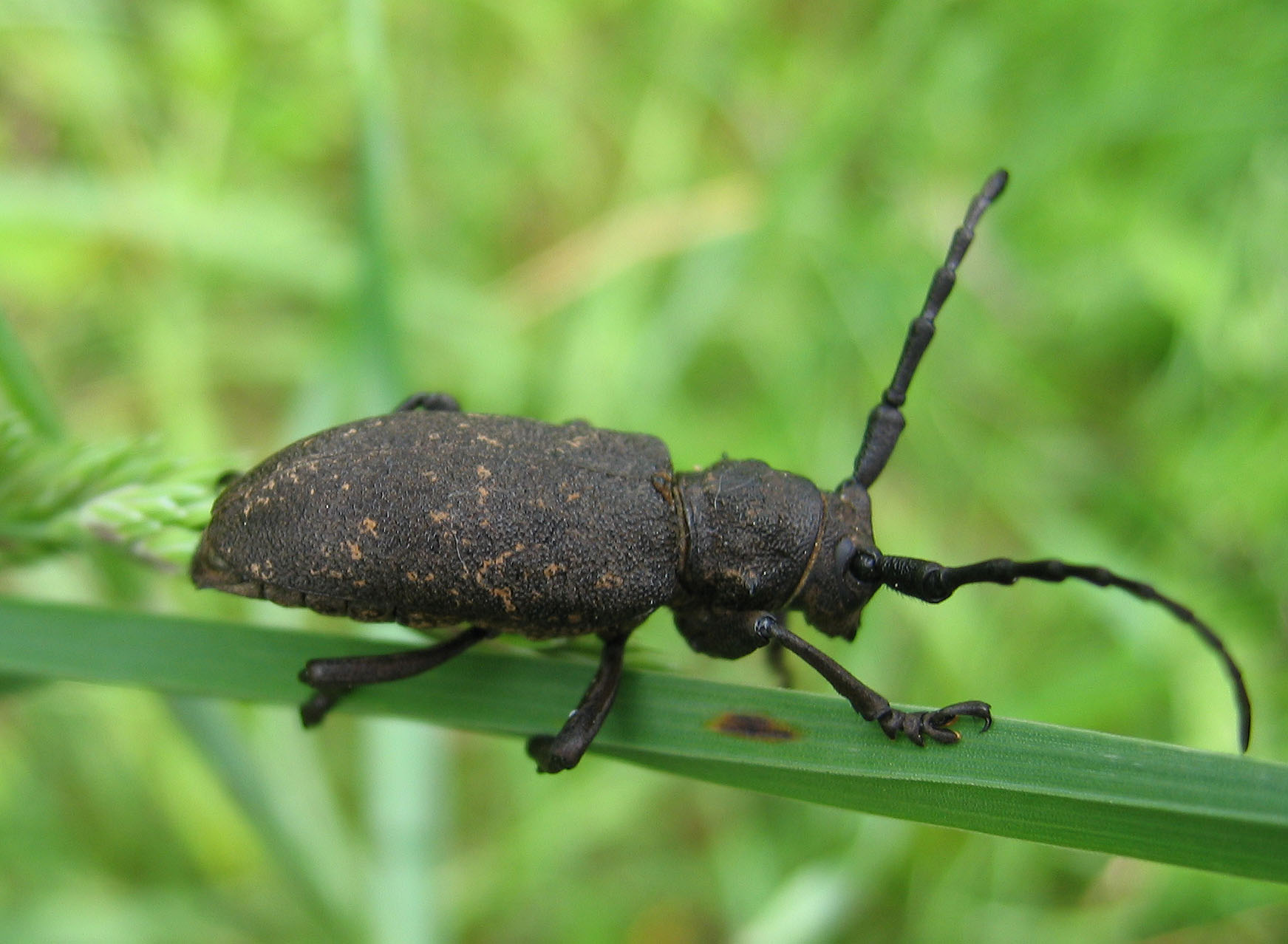
Lamia textor
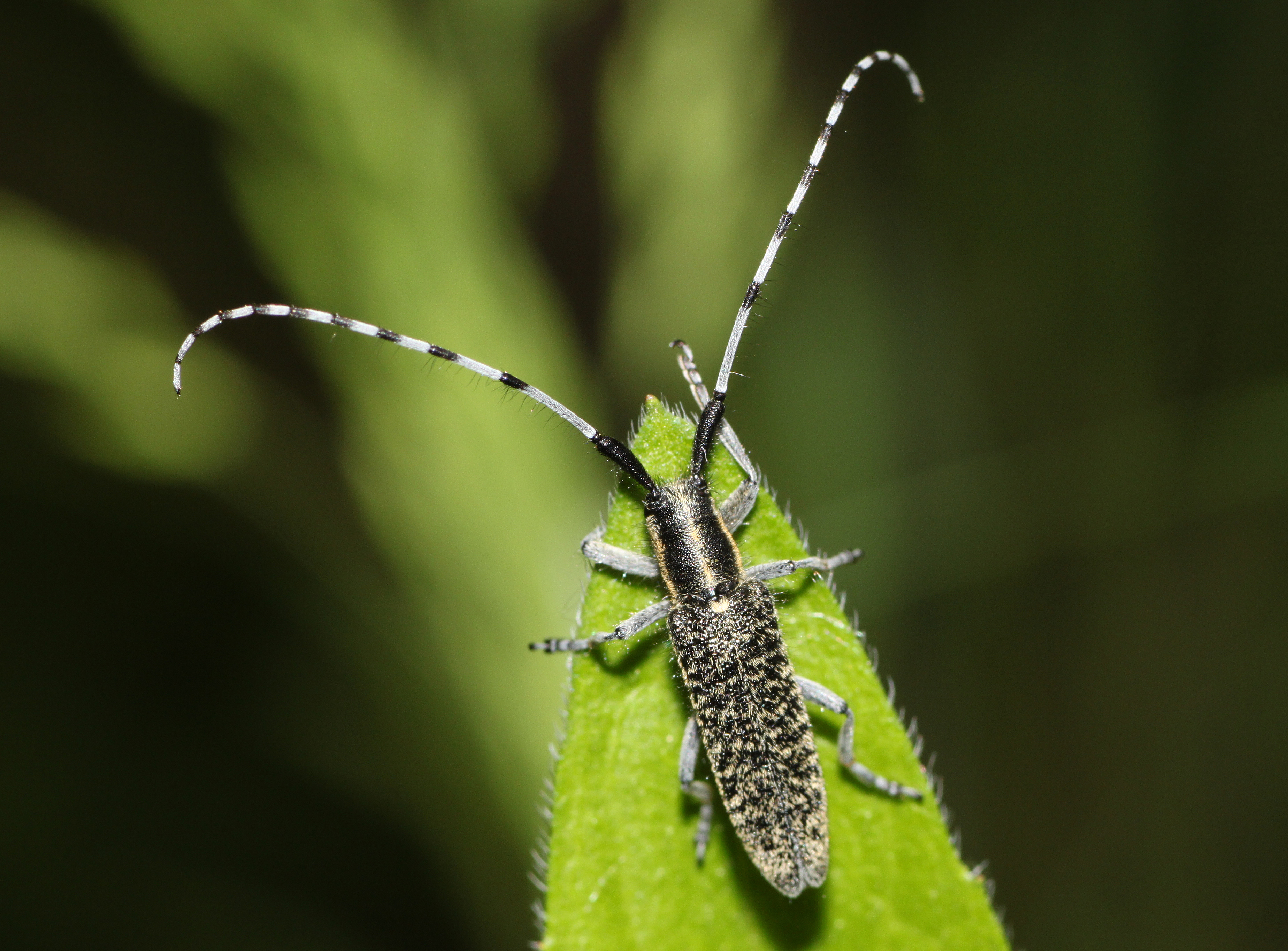
Agapanthia Villosoviridescens
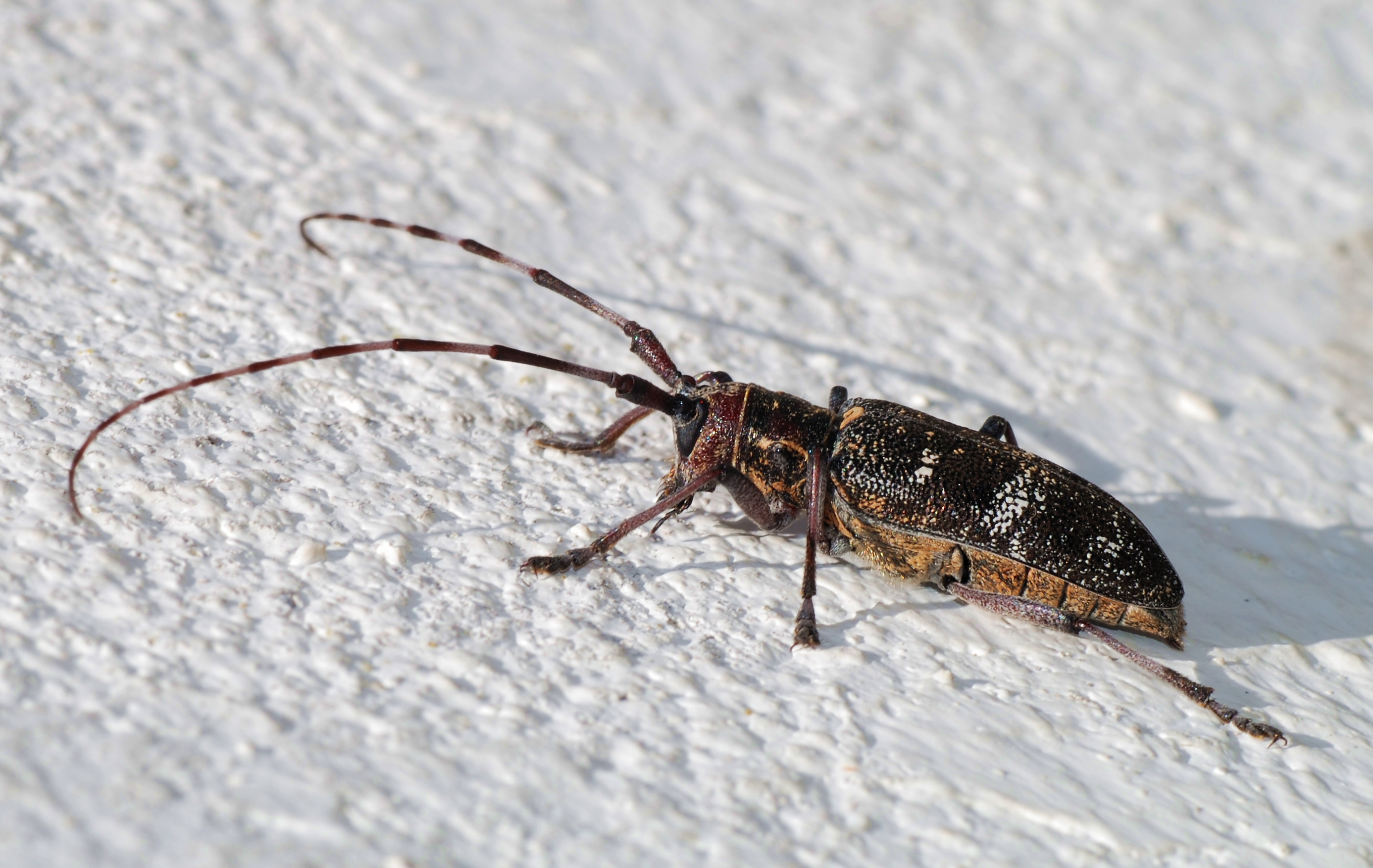
Monochamus galloprovincialis
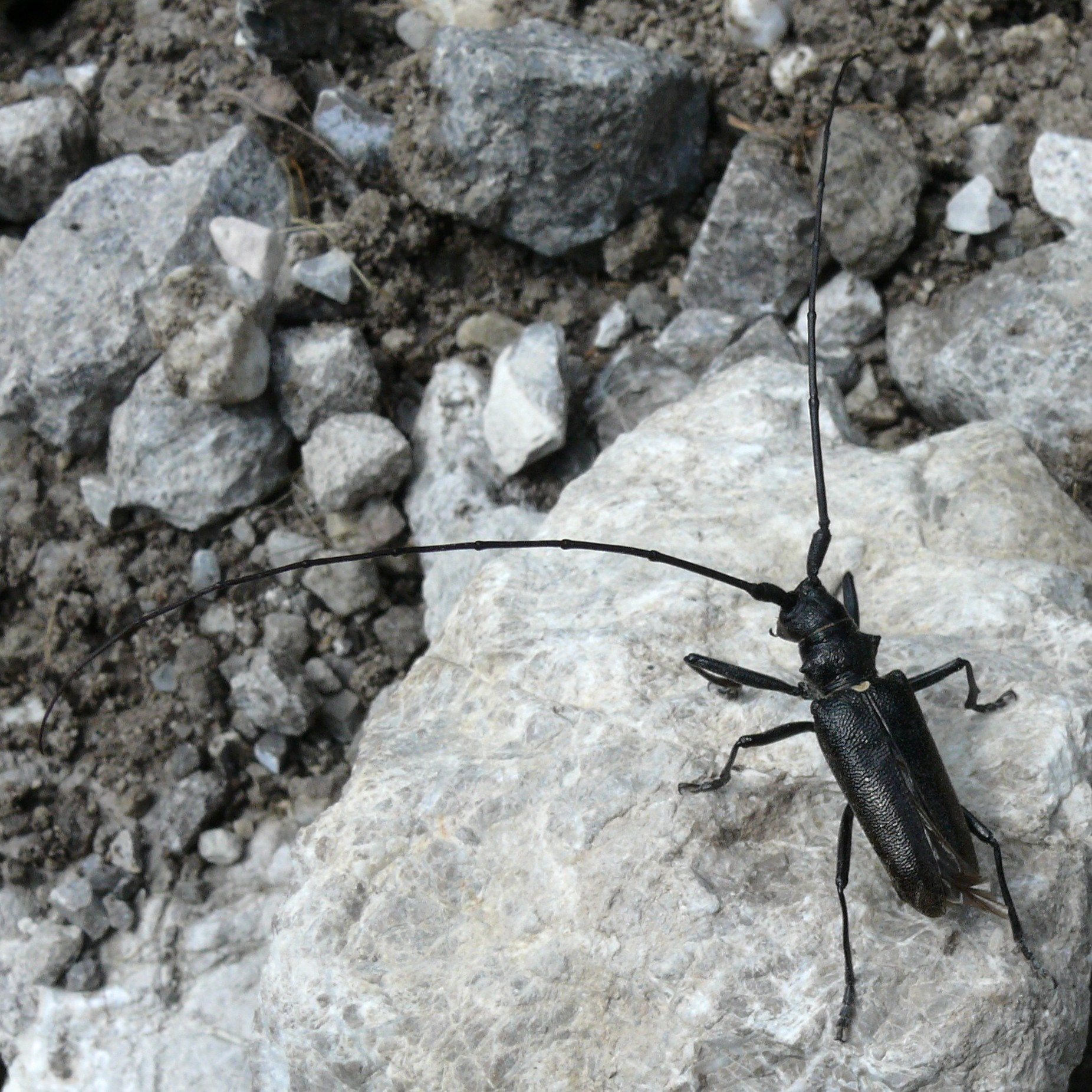
Monochamus sartor
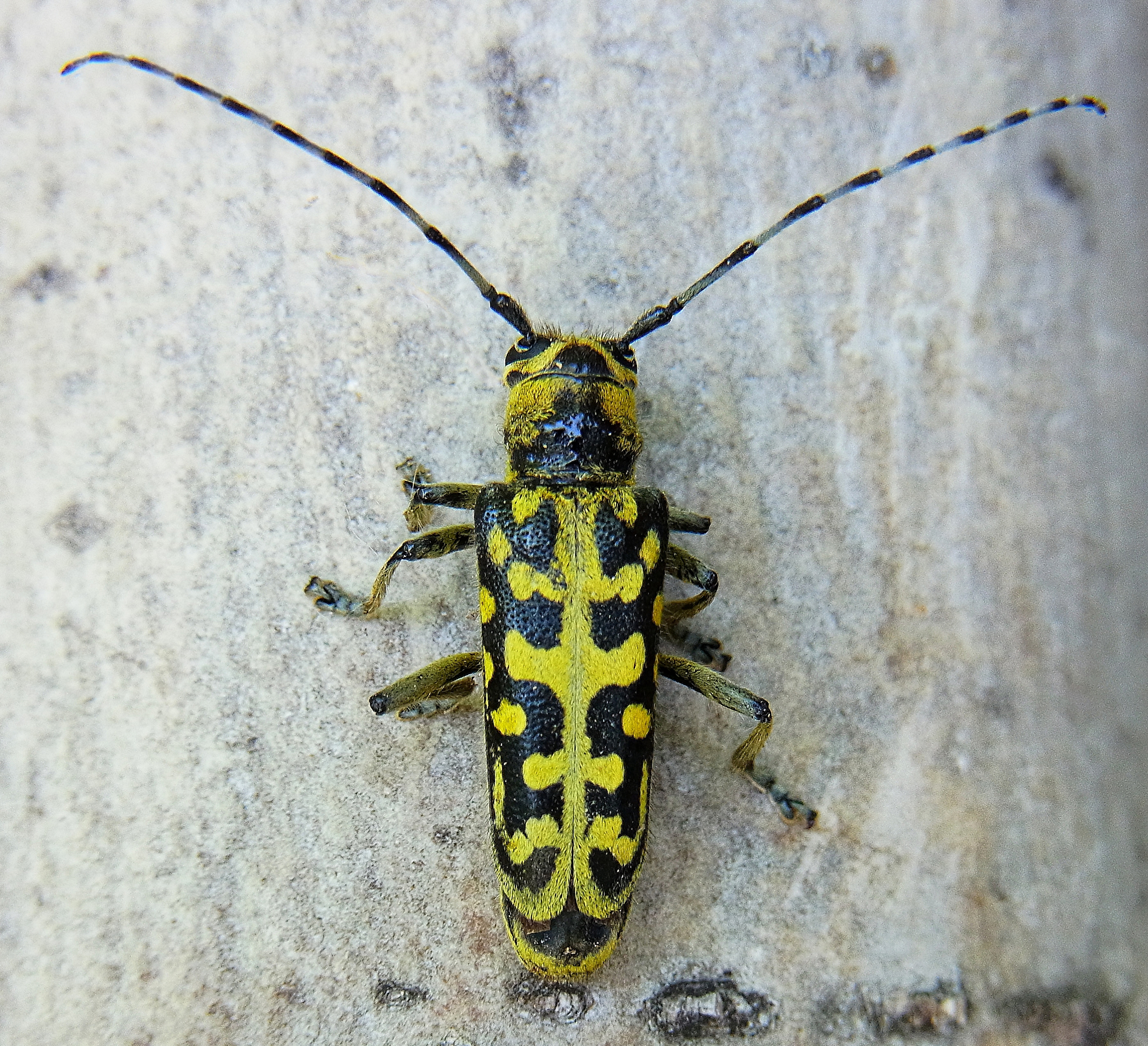
Saperda scalaris

- Autres espèces
  - Oxymirus cursor
  - Anisocorus quercus
  - Pidonia lurida
  - Etorufus pubescens
  - Leptura annularis
  - Stictoleptura maculicornis
  - Anoplodera rufipes
  - Necydalis major
  - Tetropium gabrieli
  - Trichoferus fasciculatus
  - Trichoferus holosericeus
  - Icosium tomentosum
  - Penichroa fasciata
  - Callidium violaceum
  - Callidium aeneum
  - Poecilium fasciatum
  - Clytus rhamni
  - Clytus tropicus
  - Chlorophorus herbstii
  - Albana m-griseum
  - Monochamus sutor
  - Pogonocherus fasciculatus
  - Acanthocinus reticulatus
  - Leiopus punctulatus
  - Musaria rubropunctata
  - Phytoecia nigricornis
  - Phytoecia icterica
  - Mallodon downesi
  - Prionoplus reticularis
  - Chlorophorus annularis

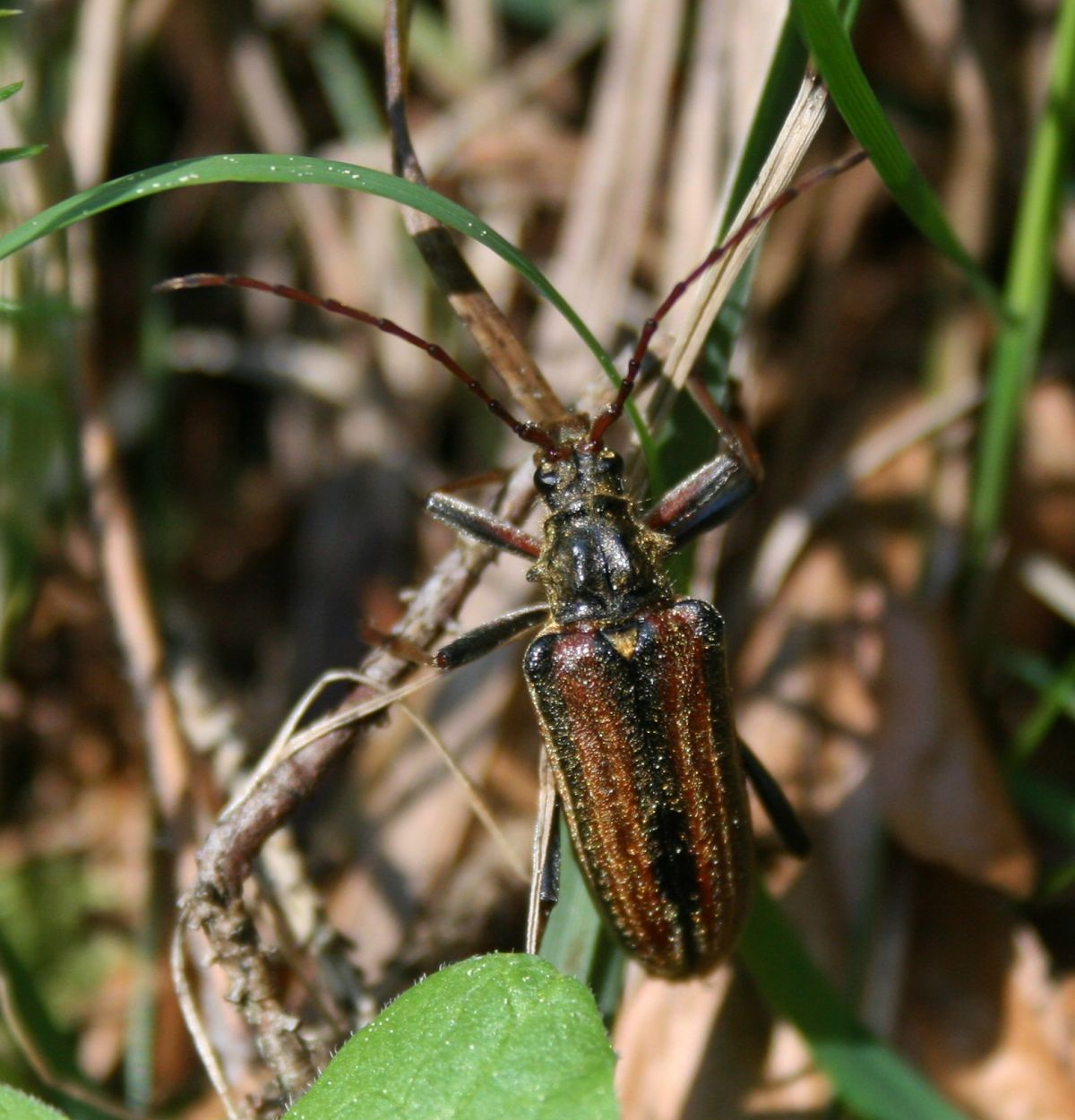
Oxymirus cursor
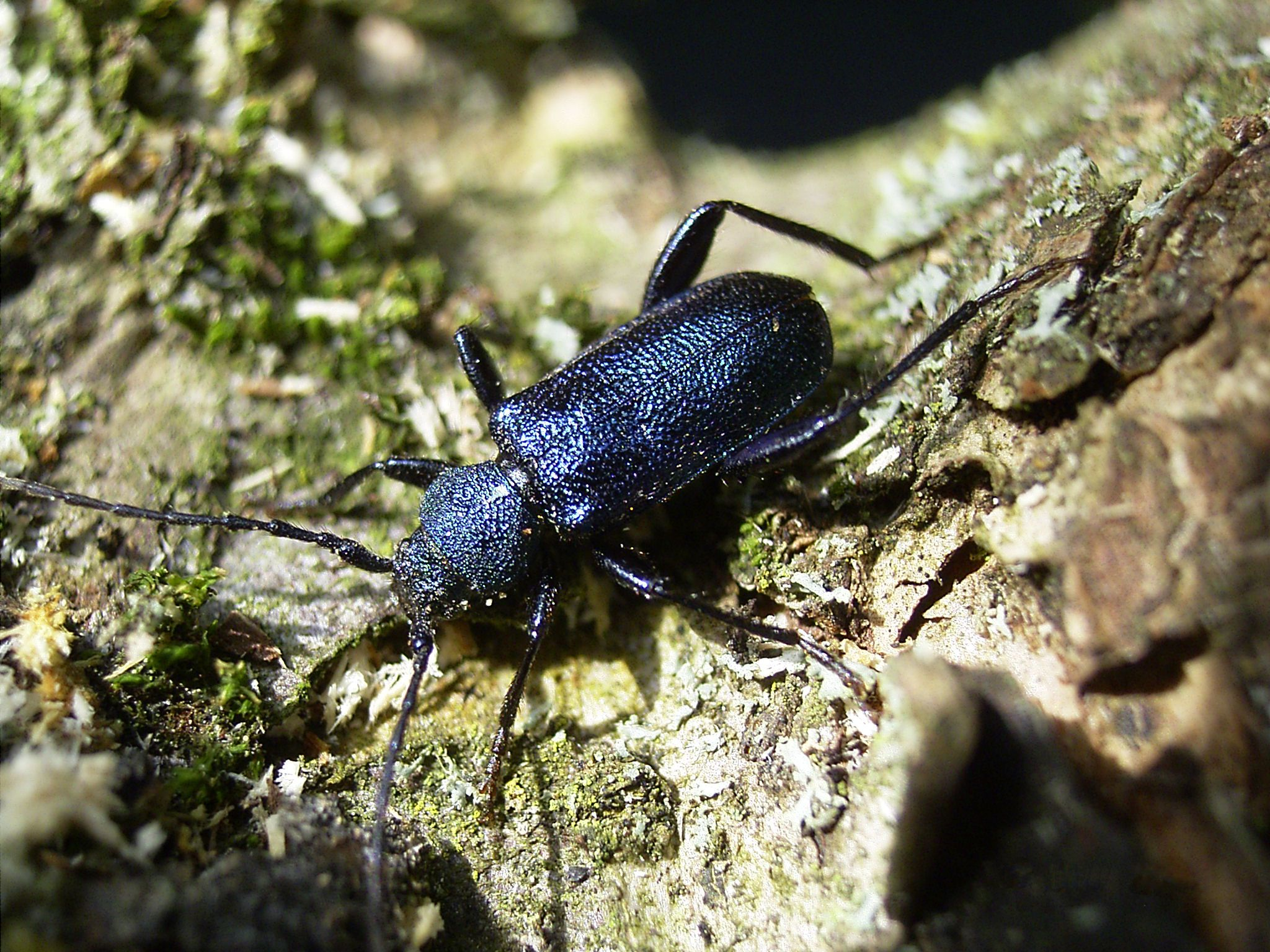
Callidium violaceum
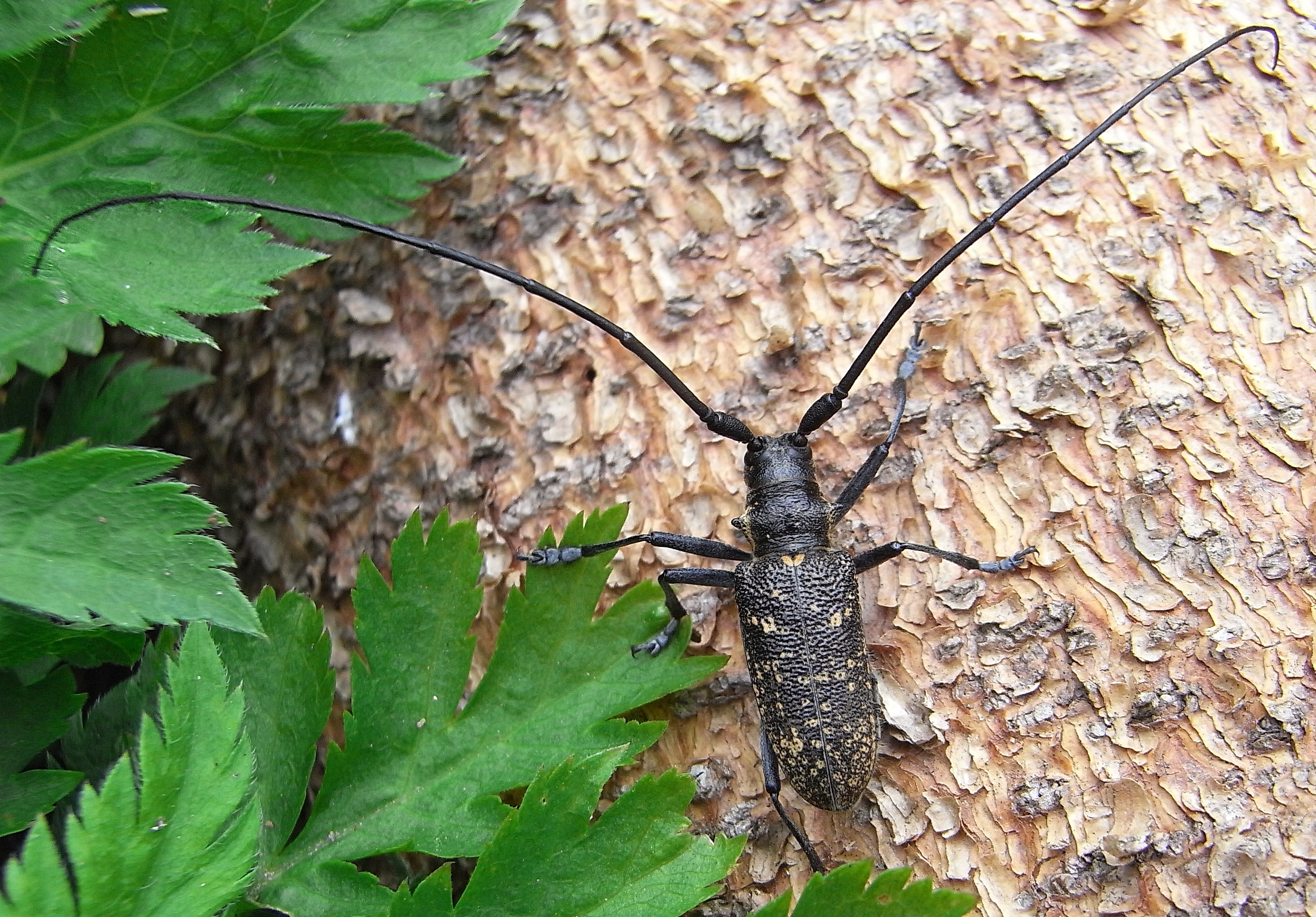
Monochamus sutor

## Sources